# グリーンローズ
『グリーンローズ』（green rose）は、2005年に大韓民国のSBSで放送され、視聴率25%を超えたテレビドラマ。全22話。

## 概要
グリーンローズは天上界の花。地上の世界には緑色のバラは存在しない。
そんな手に入らない花を象徴した題名で幕は上がる。
富豪の娘との結婚を引き裂かれ、濡れ衣の罪を負わされたジョンヒョン。
彼は復讐をするために立ち上がる。
キャストには、「マイガール」の主演で話題になったイ・ダヘが抜擢されている。

## キャスト
- イ・ジョンヒョン／チャン・ジュンウォン：コ・ス

SR電子の社員
- オ・スア：イ・ダヘ

SR電子オ会長の一人娘
- シン・ヒョンテ：イ・ジョンヒョク

SR電子海外事業本部理事
- チャ・ユラン：キム・ソヒョン

SR電子オ会長の秘書

## スタッフ
- 演出：キム・スリョン、キム・ジングン
- 脚本：ユ・ヒョンミ、キム・ドゥサム、ヨ・ジョンミ
- 制作：SBS

## フィリピン版ドラマ
2011年2月14日から5月27日までABS-CBNで放送。